# Бобровское (Вологодский район)
Бобровское — деревня в Вологодском районе Вологодской области.
Входит в состав Новленского сельского поселения (с 1 января 2006 года по 8 апреля 2009 года входила в Березниковское сельское поселение), с точки зрения административно-территориального деления — в Березниковский сельсовет.
Расстояние до районного центра Вологды по автодороге — 99 км, до центра муниципального образования Новленского по прямой — 18 км. Ближайшие населённые пункты — Воронино, Билибино, Меньшовское, Минино, Кобелево, Погост Еленга.

## Население
По переписи 2002 года население — 2 человека.
| 2002 | 2010 |
| ---- | ---- |
| 2    | ↗3   |